# Il ritorno di Ribot
Il ritorno di Ribot è una miniserie televisiva del 1991, co-prodotta da Italia e Francia e trasmessa su Rai 1 il 14 e 15 aprile 1991.

## Trama
Saverio è un sedicenne romano che vive in un ambiente degradato e pare avviato sulla via del crimine, dalla quale la sua avvocata Bianca, che ha preso a cuore il suo caso, cerca disperatamente di distoglierlo. Dopo aver rubato l'auto di Bianca, rimane in panne e si addentra a piedi nella campagna, fermandosi per la notte in una stalla dove si trova un gran numero di cavalli. Tra questi ce n'è uno, di nome Brac, col quale il ragazzo riesce a stabilire un'intesa particolare. Ciò suscita sorpresa e ammirazione nell'artiere Vanni, giunto alla stalla l'indomani mattina, poiché Brac, sebbene considerato molto promettente al punto di poter diventare un erede del grande Ribot, era sempre stato intrattabile. Vanni offre pertanto a Saverio di restare a lavorare con lui, ma il giovane è poco avvezzo alla disciplina; per di più, i precedenti penali di Saverio non giocano a suo favore, così il giovane se ne va di nascosto.
Tuttavia, quando Brac deve partecipare ad una corsa montato da un fantino professionista, il cavallo dà segni d'irrequietezza, e solo la presenza di Saverio, che si era nascosto nelle scuderie, riesce a calmarlo e fargli prendere regolarmente la partenza, finendo col vincere la gara. A questo punto anche il fantino Todini, prima critico di Saverio, passa dalla sua parte: sembra quindi che per il giovane possa iniziare una nuova vita nell'allevamento dei cavalli, sennonché Brac e altri stalloni di pregio vengono rubati. La polizia pensa che Saverio possa essere complice dei ladri; egli allora ricontatta Bianca per cercare di risalire ai responsabili del furto e dimostrare quindi la propria innocenza. Presenziando ad una corsa clandestina di cui aveva avuto notizia, nota che c'è un cavallo che non vuol partire: si tratta proprio di Brac, che viene recuperato grazie all'intervento delle forze dell'ordine.
Saverio è stato ormai riabilitato, e migliora anche il rapporto con sua madre, che termina la sua relazione malsana col suo compagno malavitoso; inizia inoltre ad addestrarsi come fantino, con la prospettiva di cavalcare Brac in gara. Rischia nuovamente di mandare all'aria tutte le prospettive per il suo futuro quando ha un violento alterco con un mozzo di stalla; Vanni, tuttavia, continua ad aver fiducia in Saverio, l'unica persona con la quale Brac è mansueto, e, ormai minato nel fisico da un male incurabile, affronta la morte soddisfatto di sé stesso subito dopo aver assistito alla loro prima vittoria in una competizione ufficiale.